# Julius Frenzel (Heimatforscher)
Julius Hermann Frenzel (* 22. Oktober 1861 in Rohnau; † 8. März 1935 in Bautzen) war ein deutscher Lehrer, Heimatforscher und Prähistoriker. Er gilt als Förderer des Tourismus und der Heimatforschung in der Oberlausitz, war Vorsitzender des Gebirgsvereins Bautzen und Umgebung und als Mitgründer der Gesellschaft für Anthropologie und Urgeschichte der Oberlausitz zu Bautzen und Autor mehrerer Veröffentlichungen zu von ihm dokumentierten prähistorischen Funden maßgeblich an der institutionellen Erforschung der Ur- und Frühgeschichte in der Region beteiligt.

## Leben und Wirken
Julius Frenzel, der beruflich bis zu seiner vorläufigen Pensionierung 1924 und seiner 1927 erfolgten endgültigen Pensionierung als Oberlehrer an der Bürgerschule für Knaben in Bautzen tätig war, gehörte seit 1885 dem Gebirgsverein Bautzen und Umgebung an und war von 1921 dessen Vorsitzender, ab 1932 Ehrenvorsitzender und erhielt 1933 die goldene Vereinsnadel überreicht. Im Gebirgsverein erwarb er sich besonders um die Tourismusförderung und Bezeichnung ausgewählter Wanderwege in der Lausitzer Heide und um die Wegebetreuung im Mönchswald- und Czornebohgebiet Verdienste. Außerdem setzte er mit Hilfe zahlreicher Vereinsmitglieder und später auch des Arbeitsdienstes zahlreiche Wege in der Region instand. Anlässlich der 50-Jahr-Feier des Vereins auf dem Mönchswalder Berg berichtete Frenzel am 15. Mai 1932, dass er in den letzten 10 Jahren auf seinen angebotenen 106 Ganztagswanderungen 5318 Teilnehmer (durchschnittlich 50) und an 188 Sonnabendnachmittagen 5410 Teilnehmer (durchschnittlich 60), zusammen 10.728 Personen, gezählt hat. Er ließ über 300 Kilometer Wege bezeichnen, Wegetafeln, Waldschutztafeln und Ruhebänke aufstellen.
Am 23. November 1901 war er Mitgründer des im sächsischen Bautzen ansässigen Zweigvereins der vom Prähistoriker Ludwig Feyerabend im preußischen Görlitz geleiteten Gesellschaft für Anthropologie und Urgeschichte der Oberlausitz. Dadurch schmolz diese Gesellschaft zu einer Ländergrenzen überschreitenden einheitlichen gemeinsamen Gesellschaft zusammen. In dieser Gesellschaft war er mehr als zwei Jahrzehnte deren Fundpfleger („Sammlungsvorstand“) und Betreuer der Bodenaltertümer, die er wissenschaftlich ordnete und verzeichnete. Er beschäftigte sich auch selbst intensiv mit Ausgrabungen in Bautzen und der Oberlausitz, wozu insbesondere der umfangreiche Sammelfund im Depot von Birkau gehörte, den er ausführlich beschrieb. 1926 gab er seine umfangreichen Forschungsergebnisse als Prähistoriker in seinem reich illustrierten Bericht Die bronzezeitlichen Sammel- und Einzelfunde der Oberlausitz in Druck. Diese Publikation dokumentiert u. a. auch Funde in Wort und Bild, die im Laufe der Zeit wieder verlorengingen. Ab 1908 übernahm die Gesellschaft für Anthropologie und Urgeschichte der Oberlausitz in Bautzen gleichzeitig auch die Aufgaben eines Geschichtsvereins für Bautzen und Umgebung.
Als bleibende Anerkennung wurde sein Name in die Ehrentafel der Gesellschaft im Stadtmuseum Bautzen eingetragen. Anlässlich seines 70. Geburtstages 1931 widmet die 1926 umbenannte Gesellschaft für Vorgeschichte und Geschichte der Oberlausitz Frenzel als Ehrenmitglied einen Jahresband.
Ferner war auch aktiver Sänger, Mitgründer und von 1906 bis 1912 Vorsitzender des Bautzner Lehrergesangvereins.
Außerdem war Frenzel aktives Mitglied und ab 1932 Ehrenmitglied des Verbandes Lusatia, der sich bereits damals als Dachverband der Oberlausitzer Heimat-, Natur-, Geschichts- und Kulturvereine zur Förderung der Oberlausitzer Kultur und Identität verstand. 1930 wurde er als Wegemeister für den Westbezirk der Lausitz einstimmig wiedergewählt. Bereits 1925 hatte er sich erfolgreich im Verband für eine Markierung des nördlichen Kammweges bis zur Landeskrone bei Görlitz ausgesprochen.
Frenzel starb im 74. Lebensjahr an den Folgen eines schweren Sturzes.

## Familie
Er war mit der Tochter des Gründers des Gebirgsvereins Bautzen und Umgebung, Oberlehrer Dinter, verheiratet. In ihr fand er eine hilfreiche Stütze bei seinen schulischen und ehrenamtlichen Tätigkeiten. Ihr gemeinsamer, 1892 geborener Sohn, der 1922 promovierte Prähistoriker Walter Frenzel, trat in die Fußstapfen seines Vaters. Walter Frenzel starb 1941.

## Frenzelborn
Nach Julius Frenzel als Vorsitzendem dem Gebirgsvereins ist der Frenzelborn am vielbegangenen Fuchsweg zum Mönchswalder Berg bei Wilthen benannt. Diese Quelle wurde am 9. Juli 1924 gefasst und mit einer Gedenktafel versehen. Aus Anlass des 100-jährigen Bestehens der gefassten Quelle veranstaltete die Gemeinde Obergurig am 27. Oktober 2024 eine Gedenkfeier, in der die Verdienste Frenzels und seines Gebirgsvereins gewürdigt wurden.
Der Frenzelborn fasst die Quelle des Mönchswalder Baches, der in Obergurig linksseitig in die Spree mündet.
- Koordinaten:  51° 6′ 58″ N, 14° 24′ 20″ O

## Schriften (Auswahl)
- Steinzeitgefäße in Burk und andern Orten in der Umgebung von Bautzen. In: Oberlausitzer Jahreshefte der Gesellschaft für Anthropologie und Urgeschichte der Oberlausitz II, 2 (1906), S. 87 f.
- Ueber die erste Besiedelung unserer Lausitz. In: Bautzener Geschichtshefte. Bd. 1 (1921), 4, S. 49–50.
- Beitrag zur Kenntnis der Kultur der Nordslaven. In: Oberlausitzer Heimatzeitung 2 (1921), S. 131–135.
- Die Sammlung der Gesellschaft für Anthropololgie und Urgeschichte in Bautzen. In: Bautzener Geschichtsblätter II, S. 8–9.
- Slawische Skelettgräber bei Coblenz. In: Bautzener Geschichtshefte. Bd. 3 (1925), 4, S. 139–141.
- Oberlausitzer Bronzefunde im Britischen Museum zu London. In: Bautzener Geschichtshefte. Bd. 3 (1925), 5, S. 205–208.
- Der Bronzesammelfund von Birkau. In: Bautzener Geschichtshefte. Bd. 3 (1925), 5, S. 208–212.
- Die Aunjetitzer Kultur in der Oberlausitz. In: Festschrift zur 25-Jahrfeier der Gesellschaft für Vorgeschichte und Geschichte der Oberlausitz zu Bautzen. Müller. Bautzen 1926, S. 17–23.
- Die bronzezeitlichen Sammel- und Einzelfunde der Oberlausitz. Mit 3 Übersichtskarten und 4 Tafeln. In: Festschrift zur 25-Jahrfeier der Gesellschaft für Vorgeschichte und Geschichte der Oberlausitz zu Bautzen. Müller. Bautzen 1926, S. 24–65.
- Die bronzezeitlichen Sammel- und Einzelfunde der Oberlausitz. Ergänzungen und Berechtigungen. In: Bautzener Geschichtsblätter. Bautzen 1927, 5, S. 17–18.
- Altertumsfund bei Zittau. In: Oberlausitzer Heimatzeitung 8 (1927), Nr. 10, S. 150.
- Ostern im Lausitzer Volke. In: Oberlausitzer Heimatzeitung 8 (1927), Nr. 11, S. 165 f.
- Schanzen- und Skalenfahrt des Gebirgsvereins Bautzen und Umgegend. In: Oberlausitzer Heimatzeitung 8 (1927), Nr. 22, S. 350 f.
- Goldfunde in der Lausitz. In: Oberlausitzer Heimatzeitung 9 (1928), Nr. 20, S. 306 f.
- Die Wanderwege der Oberlausitz. In: Lusatia-Jahrbuch. Verband Lusatia der Humboldt-, Volksbildungs- und Gebirgs-Vereine der Sächsischen Oberlausitz. Marx, Reichenbach i. Sa. 1931, S. 52–61.
- Freiwilliger Arbeitsdienst im Gebirgsverein Bautzen u. Umg. Stahlhelm-Arbeitsdienstlager Mönchswalder Berg. In: Oberlausitzer Heimatzeitung 14 (1933), Nr. 9, S. 229 f.